# Campeonato Mundial de Ciclismo en Pista de 1952
El XLIX Campeonato Mundial de Ciclismo en Pista se celebró en París (Francia) entre el 26 y el 31 de agosto de 1952 bajo la organización de la Unión Ciclista Internacional (UCI) y la Federación Francesa de Ciclismo.
Las competiciones se realizaron en la pista del estadio Parque de los Príncipes de la capital francesa. En total se disputaron 5 pruebas, 3 para ciclistas profesionales y 2 para ciclistas amateur.

## Medallistas

### Profesional
| Evento                 | Oro                          | Plata                       | Bronce                     |
| ---------------------- | ---------------------------- | --------------------------- | -------------------------- |
| Velocidad individual   | Oscar Plattner · Suiza       | Georges Senfftleben Francia | Jan Derksen · Países Bajos |
| Persecución individual | Sydney Patterson Australia   | Antonio Bevilacqua · Italia | Lucien Gillen Luxemburgo   |
| Medio fondo            | Adolph Verschueren · Bélgica | Walter Lohmann RFA          | Henri Lemoine Francia      |

### Amateur
| Evento                 | Oro                             | Plata                     | Bronce                    |
| ---------------------- | ------------------------------- | ------------------------- | ------------------------- |
| Velocidad individual   | Enzo Sacchi · Italia            | Marino Morettini · Italia | Cyril Peacock Reino Unido |
| Persecución individual | Piet van Heusden · Países Bajos | Mino De Rossi · Italia    | Loris Campana · Italia    |

## Medallero
| Núm. | País         | Oro | Plata | Bronce | Total |
| ---- | ------------ | --- | ----- | ------ | ----- |
| 1    | Italia       | 1   | 3     | 1      | 5     |
| 2    | Países Bajos | 1   | 0     | 1      | 2     |
| 3    | Australia    | 1   | 0     | 0      | 1     |
| 3    | Bélgica      | 1   | 0     | 0      | 1     |
| 3    | Suiza        | 1   | 0     | 0      | 1     |
| 6    | Francia      | 0   | 1     | 1      | 2     |
| 7    | RFA          | 0   | 1     | 0      | 1     |
| 8    | Luxemburgo   | 0   | 0     | 1      | 1     |
| 8    | Reino Unido  | 0   | 0     | 1      | 1     |
|      | TOTAL        | 5   | 5     | 5      | 15    |